# Lhamo Latso
Lhamo Latso, também conhecido como o Lago Sagrado, é um lago alpino localizado no condado de Gyaca, na Região Autônoma do Tibete, China. É alimentado por geleiras e tem uma área de superfície de cerca de 2 quilômetros quadrados. A uma maior altitude, pode ser visto em formato de casco de cavalo. O lago é reconhecido por seu potencial miraculoso para oráculos ou previsões de eventos, especialmente relacionados ao processo de sucessão da reencarnação dos Dalai Lamas e dos Panchen Lamas, que se diz serem refletidos neste lago sagrado. 

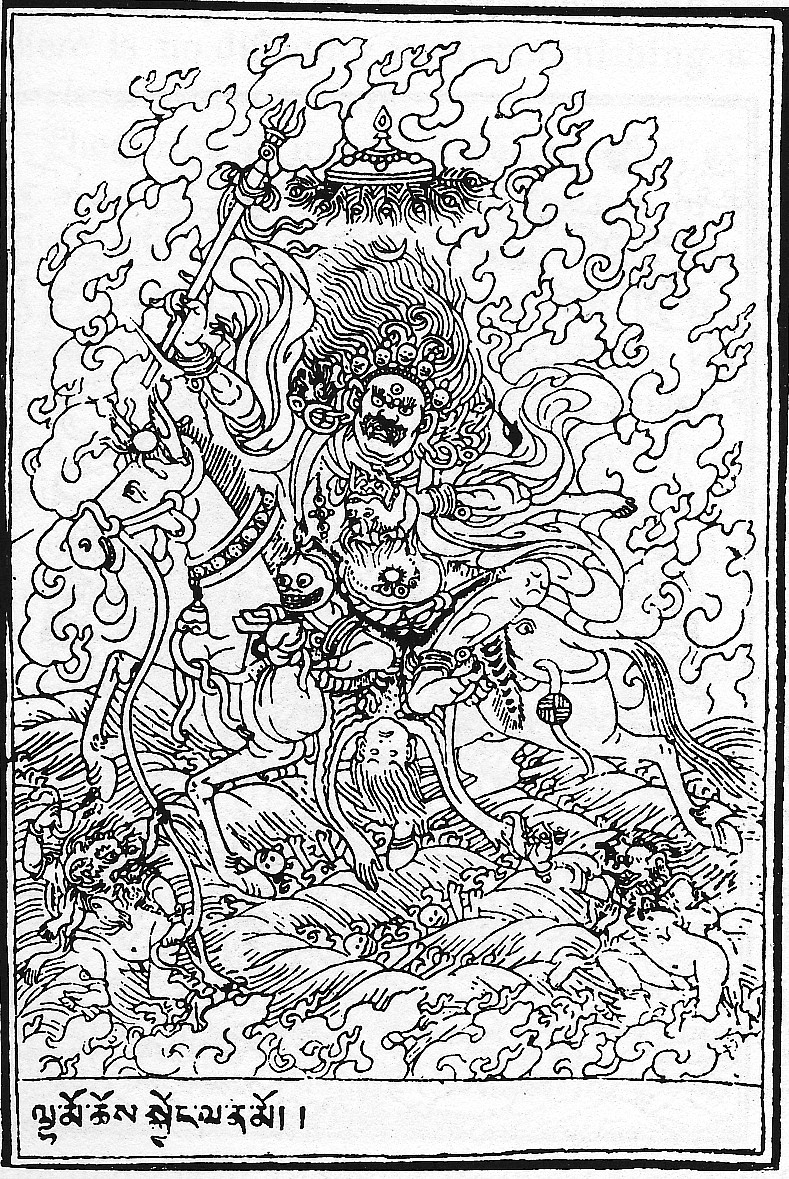
Palden Lhamo, a deusa que reside no lago

Segundo a tradição, essa visão é buscada por meio de elaborados ritos budistas realizados por lamas de alto escalão. Diz-se que Palden Lhamo, como a guardiã espiritual feminina do lago sagrado Lhamo Latso, prometeu a Gendun Drup, o Primeiro Dalai Lama, em uma de suas visões, que ela protegeria a linhagem de reencarnação dos Dalai Lamas. Desde então, a partir de Gendun Gyatso, o Segundo Dalai Lama, que formalizou o sistema, os regentes e outros monges têm ido ao lago em busca de orientação para escolher a próxima reencarnação por meio de visões durante a meditação lá.
Peregrinos acreditam que podem ver imagens visionárias de seu futuro ao olhar intensamente para o lago em silêncio, com profunda devoção e reverência, e ao realizar ritos budistas. O lago atrai assim muitos peregrinos em busca de sinais de seu futuro. Diz-se que o lago é "O Lago do Espírito Vital da Deusa", sendo a deusa Palden Lhamo, a principal "Protetora" do Tibete. Foi aqui que, em 1935, o Regente, Reting Rinpoche, recebeu uma visão clara de três letras tibetanas e de um mosteiro com telhado verde jade e dourado, e uma casa com telhas de telhado turquesa, o que levou à descoberta de Tenzin Gyatso, o atual 14º Dalai Lama.

## Ver Também
- Yamdrok Yumtso
- Puma Yumtso